# St. Maria (Eldern)
Die römisch-katholische Kapelle St. Maria befindet sich in Eldern, einem Ortsteil von Ottobeuren im Landkreis Unterallgäu in Bayern. Die Kapelle steht unter Denkmalschutz.

## Geschichte
Der erste Bau an dieser Stelle war eine Holzkapelle, die anlässlich des Funds eines Gnadenbildes errichtet wurde. Diese Kapelle wurde 1487 geweiht. Der Abt Matthäus Ackermann des Klosters Ottobeuren ließ 1506 eine neue Kapelle erbauen. Die während der Memminger Reformation von 1535 bis 1537 vertriebenen Schwestern des Franziskanerinnenklosters in Memmingen fanden in einem angebauten Klösterlein Zuflucht. Am 10. April 1685 fand die Grundsteinlegung für ein größeres Kloster und für eine große Wallfahrtskirche am 8. Mai 1702 statt. Die Vorgängerkirche wurde bis 1710 nach Plänen Christoph Vogts von Jakob Zindt und Christian Anton Weber erbaut. Im Jahr 1806 wurde diese Wallfahrtskirche abgebrochen. Der Hochaltar dieser Wallfahrtskirche befindet sich nun in der Pfarrkirche St. Georg in Böhen. Die nun bestehende Kapelle wurde 1932 an Stelle der früheren Wallfahrtskirche errichtet.

### Wallfahrt
Nach einer alten Überlieferung wurde dort ein Gnadenbild gefunden, daraufhin baute ein Bauer aus Reuthen eine Holzkapelle. Nachdem 1466 die Wallfahrten begannen, musste die hölzerne Kapelle bald einem Neubau weichen, da viele Gläubige zu dem Gnadenbild strömten. Eldern wurde der meistbesuchte Wallfahrtsort im Bistum Augsburg. Aus diesem Grund wurde die Kapelle immer wieder erweitert und später eine Wallfahrtskirche neugebaut. Die Landesdirektion in Ulm schloss am 1. Dezember 1803 das Kloster und verbot die Wallfahrt. Nach dem Abbruch der Wallfahrtskirche wurde das Gnadenbild an das Ordinariat in Augsburg abgegeben. Es befindet sich heute im Alexanderaltar der Basilika Ottobeuren. Der Altar wird auch Eldernaltar genannt. Zur Erinnerung an die Eldener Wallfahrt wurde 1932 eine Kapelle erbaut, die 1984 mit einem Barockaltar ausgestattet wurde. Jedes Jahr an Pfingstmontag findet eine Prozession von der Basilika zur Eldernkapelle statt. Für einen Tag soll die Muttergottes an ihren Ursprungsort zurückkehren. Zusammen mit der Musikkapelle Ottobeuren marschiert die Gemeinde mit Gebeten und Gesängen nach Eldern. Am Abend wird die Muttergottesstatue wieder in die Basilika zurückgebracht.

## Ausstattung
Das Altarbild zeigt die Muttergottes von Eldern und stammt aus dem 18. Jahrhundert. Um den Altar befinden sich vier Putten, ebenfalls aus dem 18. Jahrhundert.
Ende 2021 wurde der Innenraum renoviert und mit einem Rauchabzug für die Opferkerzen versehen.

## Galerie
|  | Kirchenschiff nach der Restaurierung 2021 |  |  |
|  | ----------------------------------------- |  |  |